# 功労勲章 (ウクライナ)
ウクライナ功労勲章（ウクライナ語: Орден «За заслуги»）は、ウクライナの国家勲章で、経済、科学、技術、社会文化、軍事、行政、公共活動などの分野で顕著な功績を挙げた個人に授与される。1996年9月22日、ウクライナ大統領レオニード・クチマにより創設された。1等から3等までの3等級があり、1等が最高位である。受章者は「ウクライナ功労勲章シュヴァリエ」（騎士）の称号を授与され、死後叙勲も可能である。

## 歴史
ウクライナ功労勲章は、ウクライナ独立後初の勲章である「ウクライナ大統領名誉賞」（Почесна відзнака Президента України）に由来する。この名誉賞は1992年8月18日、大統領レオニード・クラフチュクにより創設された。1996年9月22日、名誉賞は3等級のウクライナ功労勲章に改組され、従来の名誉賞受章者は功労勲章3等と同等とみなされた。名誉賞受章者は引き続きその徽章を着用する権利を有し、名誉賞の新規授与は終了した。
2000年3月16日、ウクライナ最高議会は「ウクライナの国家勲章に関する法律」を制定し、ウクライナ功労勲章を公式な国家勲章として確立。過去の大統領名誉賞に関する法令もこの法律に統合された。

### ウクライナ大統領名誉賞（1992年–1996年）
| ウクライナ大統領名誉賞 |
| ---------------------- |
|                        |
| リボン                 |
|                        |

## 授与基準
ウクライナ功労勲章は、以下の基準に基づき授与される：
- ウクライナ市民：経済、科学技術、社会文化、軍事、行政、公共活動での顕著な功績。授与は3等から順に進み、通常、前の等級受章から3年以上経過後に次の等級が授与される。
- 外国人および無国籍者：

```
 - 1等：国家元首、政府首脳、議会議長、閣僚。
 - 2等：副首相、副議長、閣僚、外国大使。
 - 3等：大使館員、著名な政治家、芸術家、科学者、実業家など。
```

- 軍人受章者の場合、2等および3等の徽章に交差した剣が付加される。

## 勲章のデザイン
ウクライナ功労勲章は、1等、2等、3等の3等級に分かれ、デザインは以下の通りである。1等と2等の徽章は銀製、3等はニッケル銀（ニュージルバー）製で、軍人受章者には交差した剣が付加される。

### 1等
- 徽章：銀製の十字形で、端は丸みを帯び、マルーン色のエナメルで覆われる。中央にトライズブ（三叉矛）とオーク・ローレルのリースが配され、放射状の光線が背景に広がる。大きさは55mm。首にかけるリボンで着用。
- 星章：銀製の八角星形で、直径77mm。中央にトライズブと「За заслуги Україна」（ウクライナの功績のために）の銘文。マルーン色のエナメルと金色の装飾が施される。左胸にピンで固定。

### 2等
- 徽章：銀製の十字形で、1等と類似するが光線が対角線上に配置。大きさは50mm。リボン付きの装飾台（長さ45mm、幅28mm）に取り付けられ、左胸にピンで固定。
- 軍人用には、金色のトムパック製の交差した剣が装飾台に追加。

### 3等
- 徽章：ニッケル銀製の十字形で、マルーン色のエナメルと金色のトライズブ・リースが特徴。大きさは37.2mm。2等と同様の装飾台で左胸に固定。
- 軍人用には、交差した剣が追加。

### リボンとミニチュア
- リボン：マルーン色のモアレ生地に、ウクライナ国旗の青と黄の縞（各2.5mm）が右端に配される。幅は28mm。
- プランカ：リボンで覆われた金属板（12mm×28mm）。1等は金色、2等は白色、3等はニッケル銀の十字が付く。
- ミニチュア（フラチニク）：3等徽章の縮小版（22mm）。1等・2等は銀製、3等はニッケル銀とトムパック製。装飾台は長さ30mm、幅18mm。

| 1等        | 1等        | 2等                | 2等                | 3等                | 3等                |
| ---------- | ---------- | ------------------ | ------------------ | ------------------ | ------------------ |
|            |            |                    |                    |                    |                    |
| 徽章と星章 | 徽章と星章 | 徽章（文民／軍人） | 徽章（文民／軍人） | 徽章（文民／軍人） | 徽章（文民／軍人） |
| リボン     |            |                    |                    |                    |                    |
|            |            |                    |                    |                    |                    |

## 著名な受章者
ウクライナ功労勲章は、文化、科学、軍事、スポーツなどの分野で活躍する人物に授与されている。以下は著名な受章者の例である：
- ビタリ・クリチコ（ボクシング選手、キエフ市長、1等、2016年） - スポーツと政治での貢献。
- アンドリー・シェフチェンコ（サッカー選手、3等、2004年） - ウクライナサッカーの国際的評価向上。
- エリザベータ・メレシュコ（ウクライナ語版）（パラリンピック選手、3等、2016年） - パラリンピックでの金メダル獲得。
- ヴァレンチン・ヴァシャノヴィチ（映画監督、3等、2021年） - 映画『アトランティス』での文化的貢献。
- ジャマラ（歌手、3等、2016年） - ユーロビジョン・ソング・コンテスト優勝による文化的貢献。

## 着用順序
ウクライナ功労勲章の着用順序は以下の通り：
- 1等徽章：ヤロスラフ賢公勲章2等・3等の後、首にかける。
- 1等星章：ヤロスラフ賢公勲章1等・2等の星章の後、左胸に。
- 2等・3等徽章：ヤロスラフ賢公勲章4等・5等の後、左胸に。